# Vorsegel

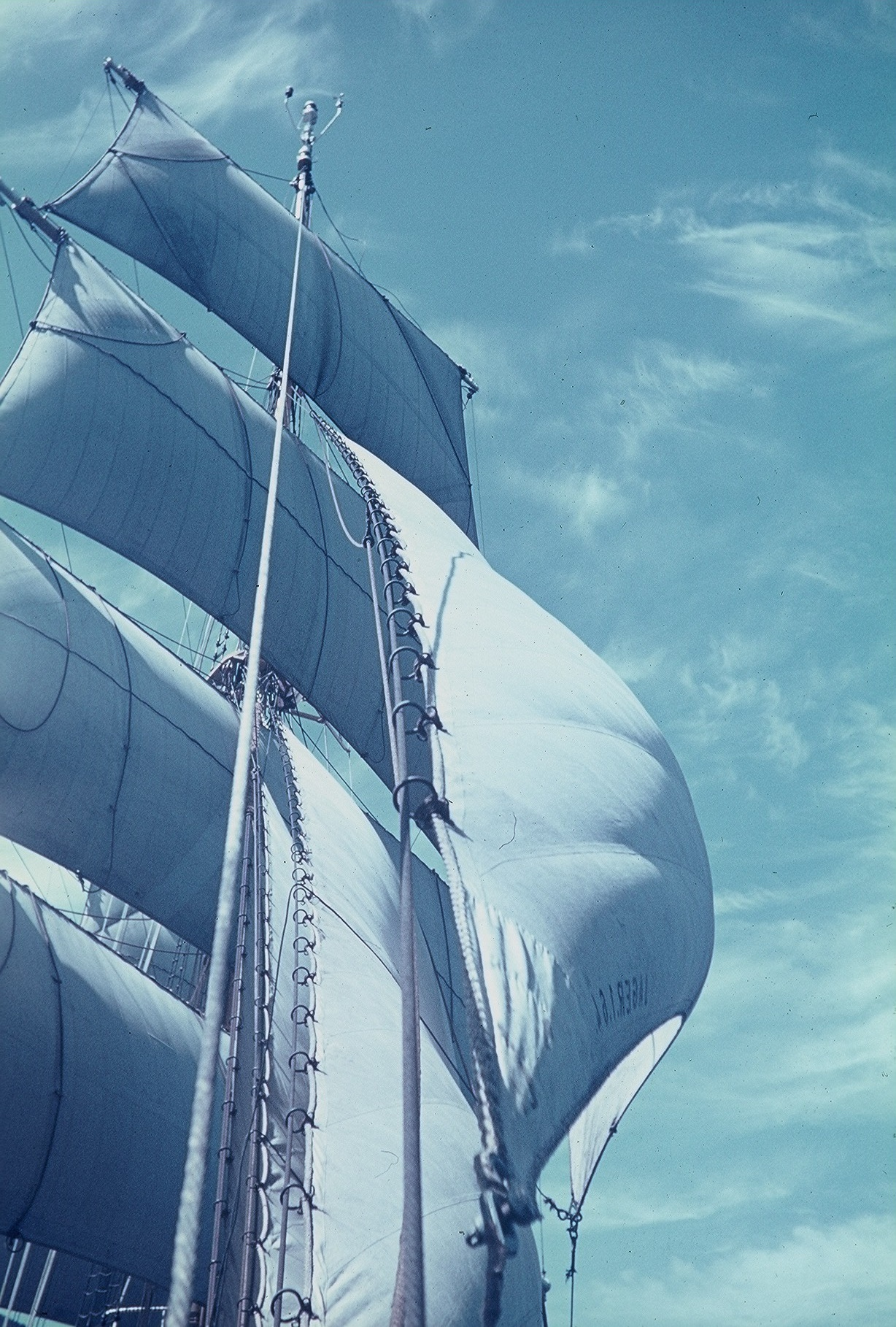
Außenklüver, Innenklüver und Vorstengestagsegel (ohne Jager) und Untermars-, Obermars-, Bram- und Royalsegel im Vortopp der Gorch Fock (1968)

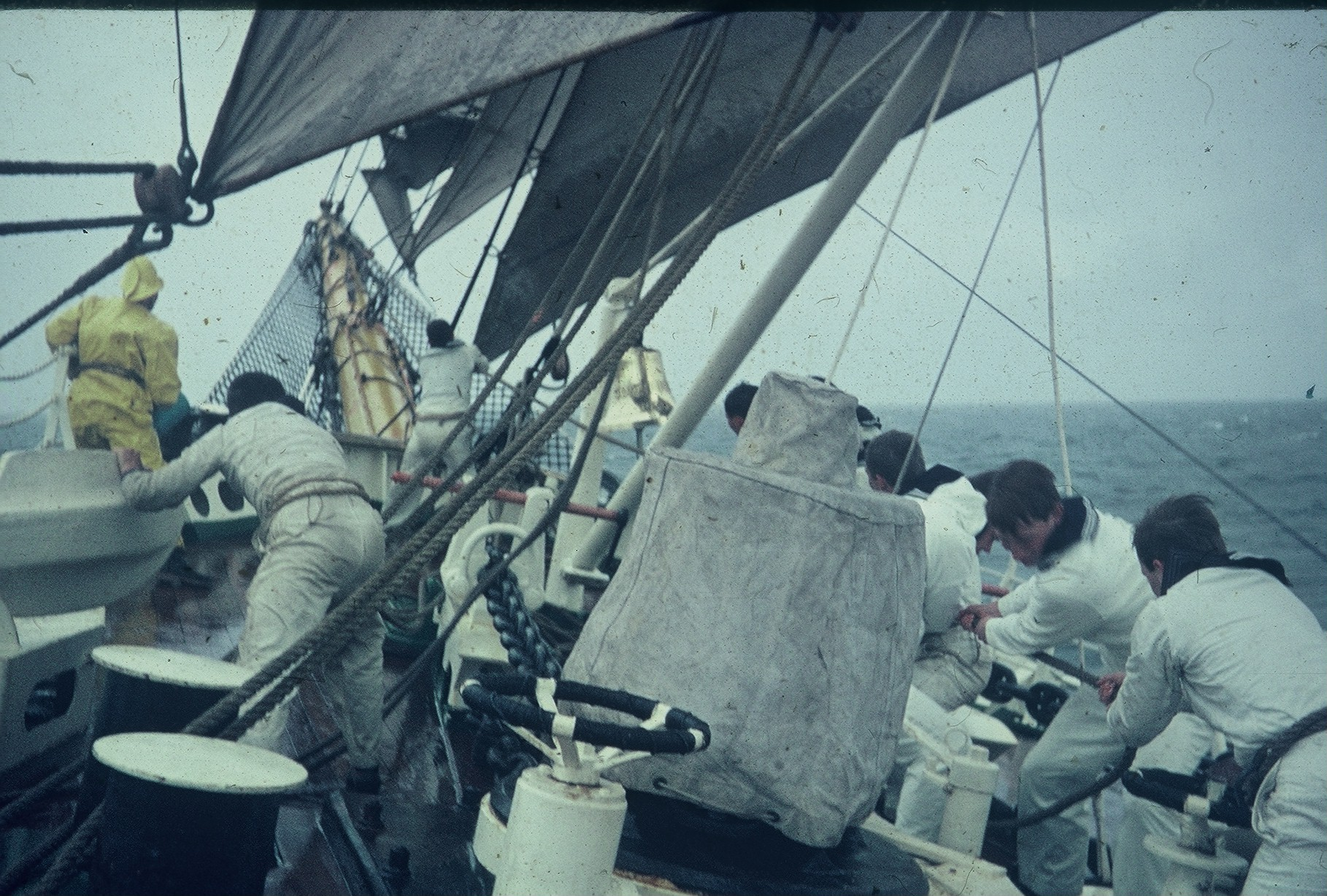
Bergen des Außenklüvers auf der Gorch Fock (1968)

Als Vorsegel werden jene Segel bezeichnet, die vor dem vordersten Mast eines Segelschiffes, Segelbootes oder einer Segelyacht gefahren werden. 

## Formen
Ein Vorsegel kann ein Stagsegel sein, das heißt, dass es an einem Stag (Fockstag, meist ein Drahtseil zwischen Bug und oberem Mastende) angeschlagen ist. Klassisch wird ein derartiges Vorsegel mit vielen kleinen „Haken“, sogenannten Stagreitern, oder auch Lögeln am Stag eingehängt. Danach kann das Segel mit dem Fall am Stag entlang nach oben gezogen (gesetzt) werden.
Eine andere Möglichkeit ist der Einsatz einer Rollreffanlage, mit der inzwischen vor allem viele Fahrtenyachten ausgerüstet sind, bei denen Wert auf einfache Bedienbarkeit gelegt wird. Mit der Rollreffanlage kann das Vorsegel vom Cockpit aus gesetzt, d. h. entrollt werden. Um das Vorsegel zu bergen, wird es mit der Rollreffanlage wieder um sein Stag gerollt. Mit einer Rollreffanlage kann das Segel auch bei starkem Wind stufenlos gerefft werden. Der Nachteil einer Rollreffanlage ist, dass das Profil eines teilweise eingerollten Segels im Wind nicht optimal ist. Es bringt in der Regel Geschwindigkeitsvorteile, stattdessen ein kleineres Segel zu setzen, das für höhere Windstärken ausgelegt ist und sein Profil voll ausnutzen kann. Auf Regattayachten wird deshalb meist auf Rollreffanlagen verzichtet.
Größere Schiffe haben oft mehrere Vorsegel. Sie reagieren daher auf Wetterbedingungen vor allem dadurch, dass sie mehr oder weniger der Vorsegel setzen.  Bei Großseglern mit vier Vorsegeln wird unterschieden:
- Jager oder Flieger: Der Jager als größtes Vorsegel wird auf dem vordersten Stag eines Schiffes gefahren, seine Vorderkante wird entlang des äußersten Stags hochgezogen; dieses Stag reicht vom äußersten Ende des Klüverbaums bis nahe zur Spitze der obersten Verlängerung (Stenge) des vordersten Mastes. Aufgrund seiner Größe wird der Jager nur bei leichtem Wind gesetzt. Bei etwas stärkerem Wind kann an der gleichen Stelle stattdessen ein Flieger gesetzt werden. Dieser wird allerdings nicht am Stag befestigt, sondern „frei“ zwischen dem Klüverbaumende und der Stenge gespannt. Weil der Flieger kürzer als die Strecke zwischen Klüverbaum und Stenge ist, wird der Flieger weiter hinaufgezogen, so dass das Segel hoch über dem Klüverbaum und dem Großteil der übrigen Segel „fliegt“.
- Außenklüver: Der Außenklüver wird am zweitvordersten Stag gesetzt, dessen unteres Ende am Klüverbaum (meist mit etwas Abstand vom vordersten Stag) und dessen oberes Ende an der Spitze des vordersten Mastes (nicht aber der Stenge) befestigt ist.
- Innenklüver: Der Innenklüver wird am drittvordersten Stag gefahren, das vom Klüverbaum (wiederum mit Abstand vom zweitvordersten Stag) zur Spitze des vordersten Mastes verläuft.
- Fock bzw. Vorstengestagsegel: Die Fock wird am innersten Vorstag gesetzt, das etwa vom Bug des Schiffes bis zur Spitze der untersten Stenge des vorderen Mastes verläuft. Die Stage für Außen- und Innenklüver sowie Fock laufen bei manchen Schiffen am Mast ungefähr am gleichen Punkt zusammen. In der Regel sind (auch bei historischen Schiffen) die Masten jedoch in mehrere Stengen geteilt und jede Stengenspitze wird durch mindestens ein Stag nach vorne abgestützt (beispielsweise Vorstengestag, Bramstengestag, Royalstengestag)

## Vorsegelwechsel auf Schiffen mit Profilvorstag
Vor allem auf Regattaschiffen wird das Vorsegel nicht mit Stagreitern am Vorstag befestigt, sondern in ein Profilvorstag aus Kunststoff bzw. Aluminium (welches das Vorstag aus Draht oder kaltgezogenem Stahl = Rod umgibt) eingefädelt. Dazu stehen häufig 2 Nuten zur Verfügung, um beim Segelwechsel nicht zuerst das alte Segel bergen zu müssen, bevor das neue gesetzt werden kann. Dadurch wäre man einige Zeit ohne Vorsegel unterwegs, was Zeit kosten und die Steuerbarkeit des Schiffes beeinträchtigen würde.
Für den Vorsegelwechsel auf Schiffen mit Profilvorstag gibt es verschiedene Strategien:
inside up – outside down: Das neue Segel wird innerhalb (zur Schiffsmitte hin) des bereits stehenden Segels hochgezogen, was relativ einfach ist. Das Bergen auf der Außenseite dagegen ist sehr schwierig. 
outside up – inside down: Umgekehrt zu inside up – outside down wird das neue Segel außerhalb des gesetzten Segels nach oben gezogen, was sehr mühsam ist. Im Gegenzug kann jedoch das alte Segel auf der Innenseite geborgen werden. 
inside up – inside down (mit Wende): Hierbei wird zunächst das neue Segel auf der Innenseite des alten Segels hochgezogen, dann gewendet und anschließend das alte Segel geborgen. Diese Methode macht das Segelsetzen und -bergen einfacher, erfordert aber Platz und Zeit für eine Wende. 